# Niki (flygbolag)

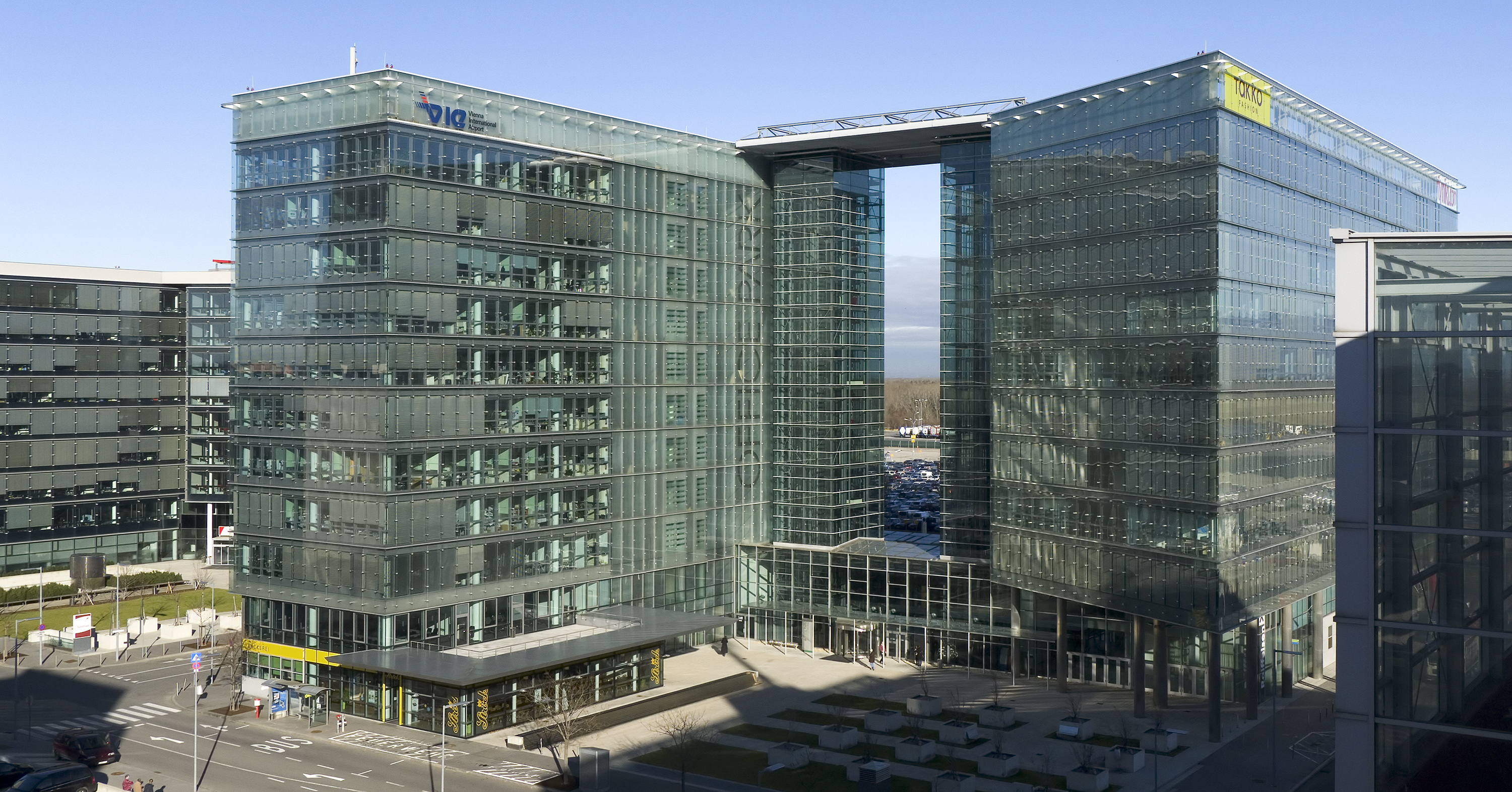
Niki head office

Niki  eller formellt Niki Luftfahrt GmbH var ett österrikiskt flygbolag. Niki bestod av tidigare Aero Lloyd Austria GmbH, som till följd av att det tyska moderbolaget Aero Lloyd förvärvades av Niki Lauda i november 2003. I januari 2004 tog Air Berlin över en andel om 24% av bolaget. Bolaget upphörde den 14 december 2017 med alla flygningar. 
Under namnet Niki City Shuttle erbjöd företaget även billiga flyg (2007) till, Paris, Rom, Palma de Mallorca, Frankfurt am Main, München, Zürich, Moskva, Funchal, Las Palmas. Dessutom flögs till en rad andra europeiska destinationer, både reguljärflyg och charterflyg bl.a. till Stockholm-Arlanda flygplats.

## Flotta

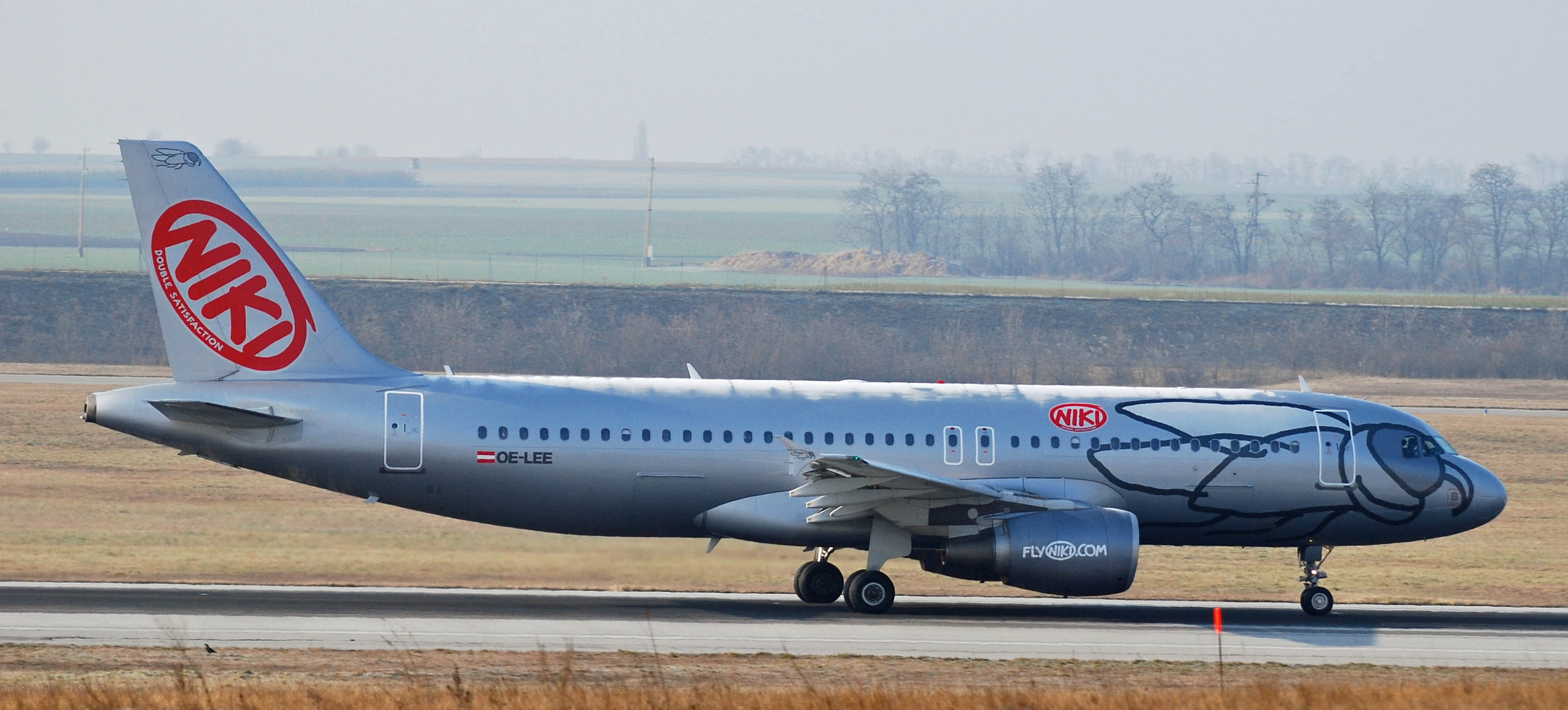
Niki Airbus A320 på Wien-Schwechats internationella flygplats

I augusti 2014 bestod flottan av:
- 12 Airbus A320-200
- 4 Airbus A321-200
- 7 Embraer 190